# 彭壽 (明朝)
彭壽（15世紀—16世紀），字汝延，號永年，山東東昌府聊城縣人，平山衛軍籍，明朝政治人物。

## 生平
彭壽是成化十六年（1486年）的舉人，授獻縣知縣，為政仁恕，人民愛戴視為父母，調任𥔲嘉，陞大理同知，上報朝廷後應陞官，得百姓挽留沒有離去，任官十多年一貧如洗，東昌府人耿明巡按雲南時帶他回家，回想後更加貧困，閉門教子，得人尊重，死後入祀鄉賢祠。

## 引用
1. 1 2  宣統《聊城縣志·卷八·人物志》：彭壽，字汝延，號永年，成化庚子舉人，直隸獻縣知縣，居官仁恕，民愛之如父母；陞雲南大理府同知，奏最應陞，百姓攀留不令去，莅官十餘年宦囊如洗，郡人耿明巡按雲南攜與俱歸，貧窶益甚，閉門訓子，郡人重之，卒祀鄉賢。
2. ↑  四庫全書《山東通志·卷十五之一·選舉志》：制科 舉人……庚子科 成化十六年……彭壽 平山衛人，知縣
3. ↑  光緖《雲南通志·卷一百二十三·秩官志二之六》：𥔲嘉縣 知縣……彭壽 已上宏治時任